# John Bain

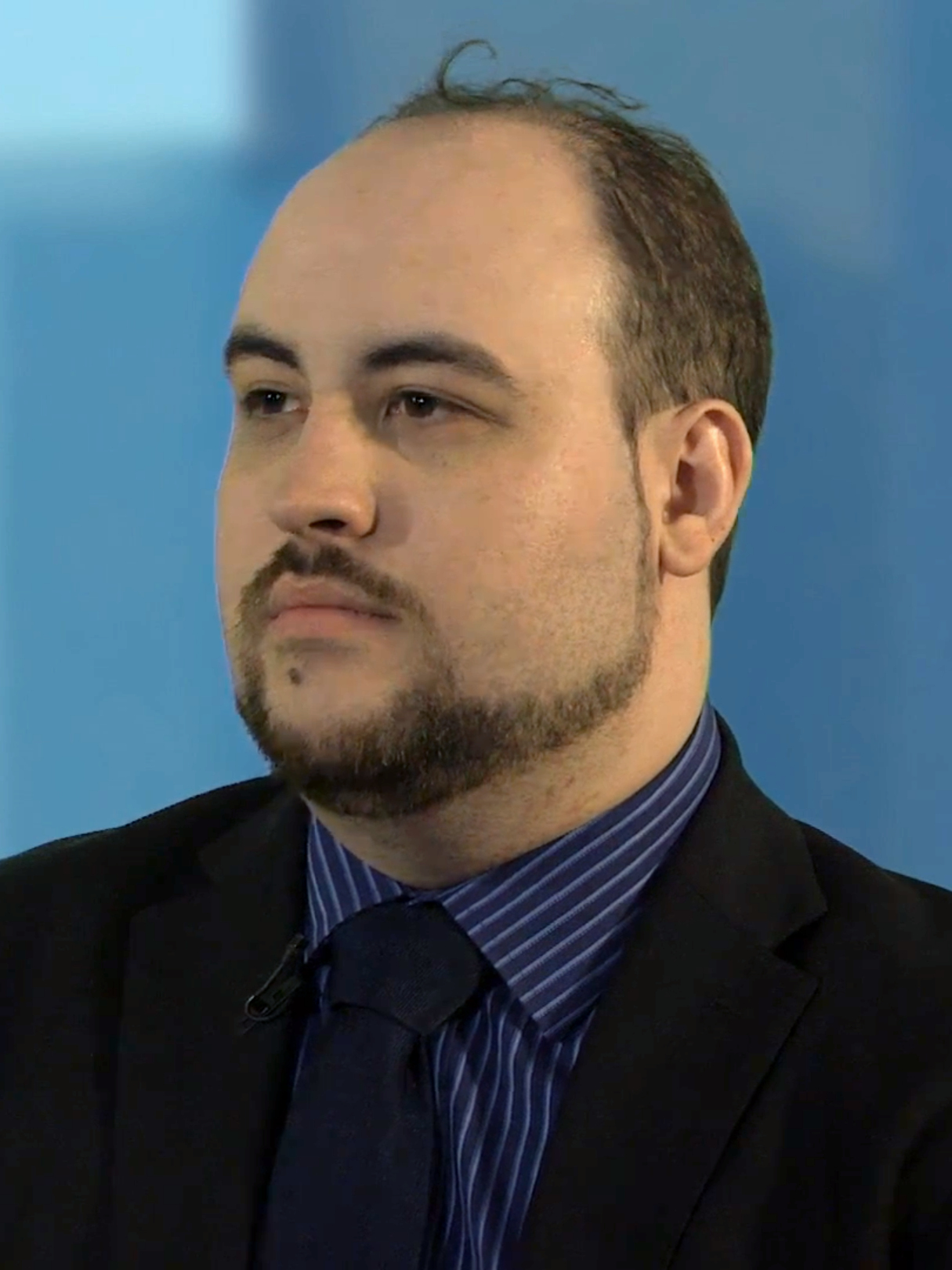
John Bain (2013)

John Bain (* 8. Juli 1984 in Spennymoor, County Durham, England; † 24. Mai 2018) alias TotalBiscuit und Cynical Brit war ein britischer Videospielkritiker und -kommentator, der hauptsächlich auf der Videoplattform YouTube aktiv war. Zudem war er E-Sport-Shoutcaster und Organisator von StarCraft-II-Turnieren.

## Leben

### YouTube-Karriere
Bain, der hauptsächlich in der Finanzberatung arbeitete, begann zusätzlich seine Karriere im Podcasting bei World of Warcraft Radio von 2005 bis 2010. Nach dem Ende der Gruppe begann er mit Cynicalbrit.com solo zu arbeiten und weitete den Inhalt allgemein auf Spiele aus. Zu dieser Zeit trennten er und die Finanzberatungsfirma sich. Während er arbeitssuchend war, erhoffte er sich mit Videos über die damalige neue Erweiterung World of Warcraft: Cataclysm genug Besucher auf seine Webseite zu locken, um über Werbeeinnahmen zumindest die Miete bezahlen zu können, jedoch bekam er mehr Videoaufrufe als erwartet. Durch den Erfolg seiner Videos wurde das YouTube-Netzwerk GameStation – später in Polaris umbenannt – auf ihn aufmerksam und bot ihm an, seine Videos zu monetarisieren. Da sein erster Gehaltscheck den vom damaligen Arbeitgeber übertraf, sah er dies als einzigartige Chance und beschloss, diese neue Möglichkeit ernst zu nehmen. Bain sah seinerzeit seine Persönlichkeit und Ehrlichkeit als Gründe für seinen Erfolg. Traditionellere Spielerezeptionen bekämen weniger Vertrauen geschenkt, und moderne Gamer würden sich von diesen abwenden. Auch dass er es sich leisten könne, über seine persönlichen Neigungen offen zu sprechen und diese in seinen Inhalt einfließen zu lassen, sah er als Stärke an, die ihn vom traditionellen Kritiker, der als Journalist versucht einen neutralen Standpunkt zu haben, abhebe.
Das erfolgreichste Format auf dem Kanal waren die „WTF is...“-Videos, in der Bain seine ersten Eindrücke von neu erschienenen Computerspielen schilderte und welche bis zu einer Stunde gehen konnten. Diese Idee sei von Giant Bombs’ „Quick Look“-Vorschauen inspiriert gewesen, die ebenfalls mit kaum editiertem Rohmaterial eine Stunde dauern konnten. Die Länge seiner Videos brachte zweierlei Probleme mit sich. Einerseits gab es die traditionelle Regel, dass Zuschauer kurze Videos bevorzugen würden, wobei sich diese in seinem Fall als falsch herausstellte. Auch würden Unternehmen, die sich unsicher über den Erfolg ihres Produkts sind, YouTubern wie Bain vor dem Erscheinen keinen Einblick gewähren, um potentiellen PR-Schaden zu vermeiden und die Vorbestellungen so hoch wie möglich zu halten. Neben dieser Reihe veröffentlichte Bain u. a. Let’s-Play-Videos, Gaming-News und Podcasts.
Im März 2013 hatte sein YouTube-Konto 1.000.000 Abonnenten erreicht, im Juni 2017 waren es über 2,2 Millionen. Im Kuratoren-System von Steam hatte er mit großem Abstand die meisten Abonnenten.

### Krebserkrankung
Ende Mai 2014 gab Bain bekannt, dass er an Darmkrebs erkrankt sei. Im April 2015 erklärte er via Twitter, dass sein Krebs geheilt sei. Am 15. Oktober teilte er jedoch erneut über Twitter mit, dass seine Leber von Krebs im Endstadium betroffen und die Erkrankung nicht therapierbar sei. Im Januar 2016 gab er abermals via Twitter bekannt, dass die letzten Untersuchungen eine signifikante Reduktion des Tumors gezeigt hätten. Im Mai 2018 gab er via Reddit bekannt, dass sein Krebs nun nicht mehr über konventionelle Chemo-Therapien behandelbar sei und er sich zu größeren Teilen aus dem Tagesgeschäft zurückziehen werde. Bain gab an, seine Leber versage. Seine Ehefrau werde nach seinem möglichen Tod seine YouTube-Kanäle weiterbetreiben.
Am 24. Mai 2018 starb Bain im Alter von 33 Jahren.

## E-Sports

### Axiom E-Sports
Gemeinsam mit seiner Frau Genna Bain unterhielt er von September 2012 bis Oktober 2015 das E-Sport-Team Axiom, bei dem professionelle StarCraft-2-Spieler unter Vertrag standen. In Kooperation mit Team Acer (unter dem Namen Axiom-Acer) gewann das Team die Global StarCraft II Team League Season 2 2013. Zudem belegte Axiom den zweiten Platz beim Acer Teamstory Cup Season 2 (2013). Auch auf Einzelturnieren belegten die Axiom-Spieler vordere Platzierungen, unter anderem wurde Kim „Impact“ Joon-hyuk 2014 Zweiter auf der DreamHack Bukarest.
Das Team hatte mehrere Sponsoren, darunter Sonys PlanetSide 2 und das Bitcoin-Subreddit.
ehemalige Spieler
- Choi „Crank“ Jae-won (2012–2015)
- Kim „Ryung“ Dong-won (2012–2015)
- Jun „Miya“ Jong-bum (2012–2013)
- Yang „Alicia“ Joon-sik (2013–2015)
- Kim „Heart“ Min-hyuk (2013–2015)
- Kim „Impact“ Joon-hyuk (2013–2015)

### ShoutCraft Invitationals
Neben seinem Engagement bei Axiom organisierte er in unregelmäßigen Abständen StarCraft-II-Turniere unter dem Namen ShoutCraft Invitational.
| Turnier                            | Datum     | Preisgeld | Gewinner |       | Zweiter  |
| ---------------------------------- | --------- | --------- | -------- | ----- | -------- |
| SHOUTcraft Invitational 1          | Jun. 2011 | 01.500 $  | Nerchio  | 4 : 2 | MorroW   |
| SHOUTcraft Invitational 2          | Jul. 2011 | 02.600 $  | Socke    | 4 : 3 | dde      |
| SHOUTcraft Invitational 3          | Sep. 2011 | 05.000 $  | Socke    | 4 : 2 | dde      |
| SHOUTcraft Invitational 4          | Jan. 2012 | 05.000 $  | Stephano | 4 : 0 | ThorZaIN |
| SHOUTcraft House of the Swarm      | Dez. 2012 | 01.000 $  | Ryung    | 3 : 1 | Crank    |
| SHOUTcraft America                 | Mai 2013  | 10.000 $  | Kane     | 4 : 1 | State    |
| SHOUTcraft America Winter          | Dez. 2013 | 05.000 $  | HuK      | 4 : 1 | MaSa     |
| Sandisk SHOUTcraft Invitational    | Jun. 2014 | 10.000 $  | herO     | 4 : 2 | Flash    |
| Sandisk SHOUTcraft Invitational II | Nov. 2015 | 20.000 $  | Solar    | 4 : 1 | TY       |